# Socìetas Raffaello Sanzio
La Socìetas Raffaello Sanzio (SRS) es una compañía de teatro experiencial italiana fundada en 1981. Su desarrollo inicial fue parte del movimiento en el teatro italiano que no requería experiencia en teatro pero estaba influenciado por el rock, la poesía, los cómics, la televisión y demás. A finales de los años 90, el trabajo realizado por este grupo había influido en varios grupos más nuevos, ganando premios por varias de sus obras. Las actuaciones de esta empresa rechazan la narrativa coherente convencional y se centran más en el impacto visual y auditivo, utilizando silencios, fragmentos de palabras e incluso animales y máquinas como artistas. La compañía tiene su sede en Cesena, Emilia-Romaña, Italia, donde tiene su propio teatro, pero ha actuado en varios lugares en Europa, Asia, Oceanía y América.

## Historia
La Socìetas Raffaello Sanzio fue fundada en 1981 en la ciudad italiana de Cesena por Claudia Castellucci (1958), su hermano Romeo Castellucci (1960) y Chiara Guidi (n. 1960), junto con Barbara Bertozzi, Letizia Biondi, Raffaele Wassen [Tamburini] y el director de producción Gabriele Gosti. El hermano de Chiara, Paolo Guidi (n. 1962) se unió a ellos al año siguiente. En 1979, los miembros de la futura compañía asistieron a una actuación de la compañía de teatro italiana Magazzini Criminali («Almacén criminal»), a la cual todos, en especial Castellucci, criticaron por la calidad de la actuación, comparándola a la apatía de un museo, pues carecía de movimiento. Esto fue lo que les instó a dedicarse al teatro. El grupo realizó su primer trabajo en un apartamento en Roma en noviembre de 1980, fundando oficialmente la compañía al año siguiente, en Cesena, Italia (cerca de Bolonia), primero llamada Gruppo Espressione y luego Esplorazineo Teatro. La joven compañía adoptó la estética gesamtkunstwerk, y originalmente todas las producciones fueron escritas por sus miembros.
A finales de los años 80, el grupo había cambiado de nombre nuevamente, a Società Raffaello Sanzio, más tarde cambiado a Socìetas (en latín). El nombre se refiere al artista renacentista Raffaello Sanzio, que refleja la educación y el interés de los miembros del grupo en las artes. El uso de Societas fue elegido para designar a una comunidad; según la definición de Romeo Castellucci «una comunidad de extraños».
Su trabajo de los primeros veinte años se puede dividir en tres fases que corresponden a tres publicaciones Teatro Iconoclasta, Teatro della Super-Icona y Epopea della polvere. Durante sus primeros diez años, estaban específicamente interesados en experimentar con diferentes técnicas y dispositivos teatrales. Su trabajo se basó en ideas más que en textos dramáticos, con la idea de hacer que los conceptos sean materiales y comunicarse más allá del lenguaje. Por ejemplo, en La Generalissima, se inventó un lenguaje artificial para uno de los personajes. Cerca del final de este período, comenzaron a agregar elementos no humanos como los animales, ya sea para representar algo sobre un personaje humano o un concepto abstracto. Los primeros ejemplos de esto incluyen Alla bellezza tanto antica (1987), que tenía dos pitones en el escenario, seguido de ovejas, algunas cabras y seis babuinos en el escenario de La Discesa di Inanna (1989).
La SRS tuvo un gran impacto en las compañías de teatro experimental en Italia durante los 90, como en el Teatrino Clandestino, Fanny & Alexander, Impasto, Motus y Masque. En esta época, la compañóa exploraba mitos como Gilgamesh (1990) y desconstrucciones de clásicos como en Amleto (1992) y Julius Caesar (1997).
Claudia Castellucci es una de las principales filósofas del grupo que ha escrito numerosos artículos y otros textos desde los años 80, incluidas piezas teóricas sobre cómo se relacionan el arte y la vida. Además, la compañía buscó crear nuevos modos de expresión más allá de los que tradicionalmente se encuentran en el arte dramático. Por ejemplo, organizaron una serie de acciones retóricas, la llamada Oratorie (a partir de 1983). Estos oratorios funcionaron como intervenciones abruptas, con frecuencia en espacios no teatrales, durante los cuales se declamó un texto polémico frente a una audiencia que exigía un nivel de «retórica ciceroniana».
Tragedia Endogonidia expresa la teoría básica de Claudia Castellucci, mencionada inicialmente en las primeras obras, de que es necesario negar el lenguaje teatral tradicional, ya que cada detalle de la actuación implica y refleja todo su punto, y hacer que ese punto sea universal. La serie se inició en Cesena en enero de 2002 y terminó allí en diciembre de 2004, con episodios intermedios en ciudades como Bruselas, Roma, Estrasburgo, Londres y Marsella, y los episodios se basaron libremente en la ubicación en la que se mostraron.  Como experimento con el sonido y sus posibilidades, el Socìetas Raffaello Sanzio presentó el concierto Voyage au bout de la nuit (1999), basado en la novela de Louis-Ferdinand Céline, donde la deconstrucción del lenguaje involucró elementos de sonido y ritmo, ruidos e invenciones fonéticas. Posteriormente, la actuación Il Combattimento (2000), del octavo libro de madrigales de Monteverdi, exploró las fuentes de la Ópera occidental.
En 1989, su base de operaciones se convirtió en lo que ahora es el Teatro Comandini en Cesena. Hasta 2004, el Teatro abrió sus puertas esporádicamente al público y solo durante los eventos de la SRS. Desde ese año, la compañía ha decidido abrir sus puertas a la ciudad, con presentaciones de otros grupos y el festival anfitrión, comenzando con la temporada 2005/2006 del «Teatro Contemporáneo». En 2008, organizó eventos de «Naturaleza» y «Mantica» que combinan lo académico y el rendimiento con seminarios, conferencias, conferencias y espectáculos.

## Arte
La sociedad es una comunidad de artistas que desdeñan los valores de un mundo al que sienten que no pertenecen. Los miembros individuales se especializan en ciertos aspectos del proceso de producción, pero tienen voz en todos los aspectos de la puesta en escena. Según el director italiano Federico Tiezzi, Claudia Castellucci y Chiara Guidi son el alma intelectual de la empresa, con Romeo Castellucci y Paolo Guidi a cargo de su lado práctico. A pesar del uso de la famosa perspectiva física de su homónimo en sus pinturas, la compañía rechaza esto ya que «...hace perder la perspectiva interna...» Chiara Guidi explica que comienzan «con la presunción de que no se deben hacer cosas superficiales y agradables... deben hacer algo que impacte, algo que se transforme».
El grupo es parte de un movimiento en el teatro italiano en las décadas de 1970 y 1980, donde los miembros no tenían necesariamente experiencia en teatro, sino que estaban influenciados por la música rock, la poesía, los cómics, la televisión, la publicidad y las películas para crear obras con un fuerte impacto visual, en el que la narrativa lineal coherente está ausente la mayor parte del tiempo. La SRS es parte de la segunda ola de este movimiento, junto con el Teatro della Valdoca y Albe, ambos fundados en la misma región dos años después de la SRS.
El desarrollo de SRS fue distinto de sus contemporáneos en que ampliaron la definición de teatro, utilizando obras fragmentadas, silencio artificial, sonidos violentos y música inquietante, incluidos niños y animales en actuaciones junto con la simple presencia de cuerpos marcados por el envejecimiento, la anorexia, la obesidad y enfermedades, así como animales e incluso máquinas que funcionan por sí mismas como perfomadores. La idea principal detrás del grupo es que el teatro se basa principalmente en las imágenes y el sonido del set. También han trabajado para desmantelar el lenguaje teatral tradicional con el fin de crear uno nuevo, así como para aumentar la conciencia del público sobre la naturaleza del escenario y los humanos como «espectadores permanentes».

## Producciones y locales
- Santa Sofia.Teatro Khmer (1985)
- Kaputt Necropolis (1984)
- Miserabili (1986)
- Alla bellezza tanto antica (1987)
- La discesa di Inanna (1989)
- Gilgamesh (1990)
- Amleto. La veemente esteriorità della morte di un mollusco (1992)
- Favole di Esopo (1992)
- Masoch. I trionfi del teatro come potenza passiva, colpa e sconfitta (1993)
- Lucifero. Quanto più una parola è vecchia tanto più va a fondo (1993)
- Orestea (Una commedia organica?) (1995)
- Buchettino (1995)
- Giulio Cesare (1997)
- Genesi. From the museum of sleep (1999)
- Ciclo "Tragedia Endogonidia":
  - C.#01 CESENA. I Episodio della Tragedia Endogonidia (2002)
  - A.#02 AVIGNON. II Episodio della Tragedia Endogonidia (2002)
  - B.#03 BERLIN. III Episodio della Tragedia Endogonidia (2003)
  - BR.#04 BR.#04 BRUXELLES/BRUSSEL. IV Episodio della Tragedia Endogonidia (2003)
  - BN.#05 BERGEN. V Episodio della Tragedia Endogonidia (2003)
  - P.#06 PARIS. VI Episodio della Tragedia Endogonidia (2003)
  - R.#07 ROMA. VII Episodio della Tragedia Endogonidia (2003)
  - S.#08 STRASBOURG. VIII Episodio della Tragedia Endogonidia (2004)
  - L.#09 LONDON. IX Episodio della Tragedia Endogonidia (2004)
  - M.#10 MARSEILLE. X Episodio della Tragedia Endogonidia (2004)
  - C.#11 CESENA. XI Episodio della Tragedia Endogonidia (2004)
- The Cryonic Chants (2005)
- Hey Girl! (2006)
- Vexilla Regis Prudent Inferni (2007)
- Madrigale Appena Narrabile (2007)
- Ciclo "La Divina Commedia":
  - Inferno (2008)
  - Purgatorio (2008)
  - Paradiso (2008)
- Parsifal (2011)
- Ciclo "Il velo nero del pastore":
  - Sul concetto di volto nel figlio di Dio (2010)
  - Il velo nero del pastore (2011)
  - Four Seasons Restaurant (2012)
- Schwanengesang D744 (2013)

Las sedes aparte de su propio teatro han incluido el Festival d'Avignon, el Teatro Hebbel en Berlín, el Festival de Artes Kunsten, el Festival Internacional de Noruega en Bergen, el Odéon Théâtre de l'Europe avec le Festival d'Automne en París, el Romaeuropafestival en Roma, Le Maillon Théâtre en Estrasburgo, el Festival Internacional de Teatro de Londres, Les Bernardines avec le Théâtre du Gymnase en Marsella y el Festival Internacional Cervantino en México.
Las exposiciones incluyen Rhetorica. Mene Tekel Peres, Bolonia y Palermo, 2000; Uovo di bocca, Roma, 2001; A Cartage Then I Came, Festival d'Avignon, 2002 y Tempo incerto, Avellino, 2003.

## Otros proyectos
La compañía también ha publicado varios libros que incluyen Dal teatro iconoclasta al teatro della super – icona (Ubulibri, Milán 1992), Uovo di bocca - scritti lirici e drammatici, Claudia Castellucci, (Bollati Boringhieri, Turín, 2000), Rhetorica - Mene Tekel Peres, Romeo Castellucci, (Aldo Grompone, Roma, 2000), L'epopea della polvere - Il teatro della Socìetas Raffaello Sanzio (Ubulibri, Milán, 2001), Les Pélerins de la Matière - Theorie et Praxis du Théâtre - Ecrits de la Socìetas Raffaello Sanzio (Les Solitaires Intempestifs, Besanzón 2001), To Carthage then I Came, Romeo Castellucci, Claudia Castellucci, Joe Kelleher, Nicolas Ridout (Actes Sud, Arlés, 2002) y The Theatre of the Socìetas Raffaello Sanzio, Claudia Castellucci, Romeo Castellucci, Chiara Guidi, Jooe Kelleher, Nicholas Ridout, (Routledge, Nueva York, 2007).
Los videos del grupo y los miembros incluyen Brentano, de Romeo Castellucci, (1995, 25'), Diario sperimentale della scuola infantil anno I, de Chiara Guidi, Romeo Castellucci y Stefano Meldolesi (1996, 58'), Diario sperimentale della scuola infantil anno II, de Chiara Guidi y Romeo Castellucci (1997, 49'), Genesi - from the Museum of Sleep, de Cristiano Carloni y Stefano Franceschetti (2000, 60'), Epitafio, de Romeo Castellucci (2000, 8'), Le Pélerin de la Matière, por Cristiano Carloni y Stefano Franceschetti (2000, 45'), Cesena, por Romeo Castellucci (2002, 25'), Aviñón, por Cristiano Carloni y Stefano Franceschetti (2003, 27') y Tragedia Endogonidia - Socìetas Raffaello Sanzio, por Romeo Castellucci, video de Cristiano Carloni y Stefano Franceschetti, música de Scott Gibbons (2007, 340, 15').
The Cryonic Chants - Objective Songs And Poems, Taken From An Impassive Animal por Scott Gibbons y Chiara Guidi, con video de Romeo Castellucci, (2004, 50 '), fue una actuación musical, cuya gira fue documentada y lanzada en vivo grabación en CD mejorado por la impresión de Sonic Invaders de KML Recordings en 2008.

## Reconocimientos
En 1996 obtuvieron el Premio Especial Ubu por sus contribuciones al teatro experimental. Desde entonces han recibido varios premios, incluido el Premio Masque d'Or para Orestea, como mejor actuación extranjera del año, Festival Theatre des Ameriques de Montreal (Canadá ,1997), el Premio Europa Nuove Realtà Teatrali, Taormina (2000), el premio a la Mejor producción internacional por Genesi - from the Museum of Sleep, Festival de Teatro de Dublín, 2000 y Premios Ubu por la misma obra, como mejor actuación del año (2000).